# Caister-on-Sea
Caister-on-Sea es un pueblo y una parroquia civil del distrito de Great Yarmouth, en el condado de Norfolk (Inglaterra).

## Demografía
Según el censo de 2001, Caister-on-Sea tenía 8756 habitantes (4240 varones y 4516 mujeres). 1370 de ellos (15,65%) eran menores de 16 años, 6437 (73,51%) tenían entre 16 y 74, y 949 (10,84%) eran mayores de 74. La media de edad era de 44,42 años. De los 8375 habitantes de 16 o más años, 1629 (22,05%) estaban solteros, 4340 (58,76%) casados, y 1417 (19,18%) divorciados o viudos. 3909 habitantes eran económicamente activos, 3650 de ellos (93,37%) empleados y 259 (6,63%) desempleados. Había 56 hogares sin ocupar, 3970 con residentes y 17 eran alojamientos vacacionales o segundas residencias.